# Ákos Pásztor
Ákos Pásztor (* 24. Juni 1991 in Miskolc) ist ein ungarischer Handballspieler.

## Karriere
Ákos Pásztor lernte das Handballspielen bei Diósgyőri KC. Im Jahr 2007 wechselte er in die Jugend des Erstligisten Dunaferr SE, für den er in der Saison 2010/11 in der ersten ungarischen Liga und im EHF-Pokal auflief. Ab 2011 spielte der 1,87 m große Rechtsaußen für Tatabánya KC, mit dem er von 2014/15 bis 2018/19 jeweils den dritten Platz belegte. Im EHF-Pokal erreichte er mit Tatabánya 2016/17 und 2018/19 das Viertelfinale. Seit 2020 steht der Linkshänder bei Ceglédi KK unter Vertrag.
Mit der ungarischen Nationalmannschaft belegte Pásztor bei der Europameisterschaft 2016 den 12. Platz, wobei er acht Tore in sechs Partien warf. Bisher bestritt er 13 Länderspiele, in denen er 22 Tore erzielte.